# 金华轨道交通金义东线
金华轨道交通金义东线，又称金华‐义乌‐东阳城际铁路或金义东市域轨道交通，部分媒体以及市民惯称为“轻轨”，是浙江省金华市的一条轨道交通线路。线路全长106.45千米，由金华-义乌段和义乌-东阳段两段组成。其中，金华-义乌段从位于金华市婺城区的金华站出发，经过婺城区、金东区、义乌市，到达位于义乌市的秦塘站，义乌-东阳段从铁路义乌站出发，在秦塘站与金华-义乌段相连，最终到达东阳市横店镇。线路分为金华站-秦塘和义乌高铁站-横店客运中心两个运营交路，另有快车贯通交路。除客运服务外，金义东线亦提供“金轨快运”货运服务。
金义东线是金华轨道交通（浙中城市群轨道交通）的第一条线路。线路的试验段于2016年12月开工，2017年9月28日提前竣工。金义段2022年1月11日开通试乘，2022年8月30日开通运营，义东段2022年9月28日开通试乘，首通段（凌云站至体育馆站）于2022年12月28日开通运营，后通段（明清宫站）于2023年4月7日开通运营。

## 线路走向
金义东线交通线路全长106.45千米，其中地下线23.03千米，过渡段长约5.39千米，高架线长约74.83千米，山岭隧道长3.2千米。共设站31座（秦塘站计为2座），其中地下站 13座（秦塘站计为2座），高架站18座。
金华-义乌段线路起于金华站，沿双龙南街—李渔东路—站前路—金华南站—金义新区规划新城路—规划国贸大道二期—国贸大道一期，止于义乌市秦塘站。
义乌-东阳段线路义乌火车站，沿宗泽路—国贸大道—商城大道—阳光大道—世贸大道—兴平路—迎宾大道—40 省道—万盛北街—横店环城北路敷设，止于东阳市横店客运中心站。

## 历史

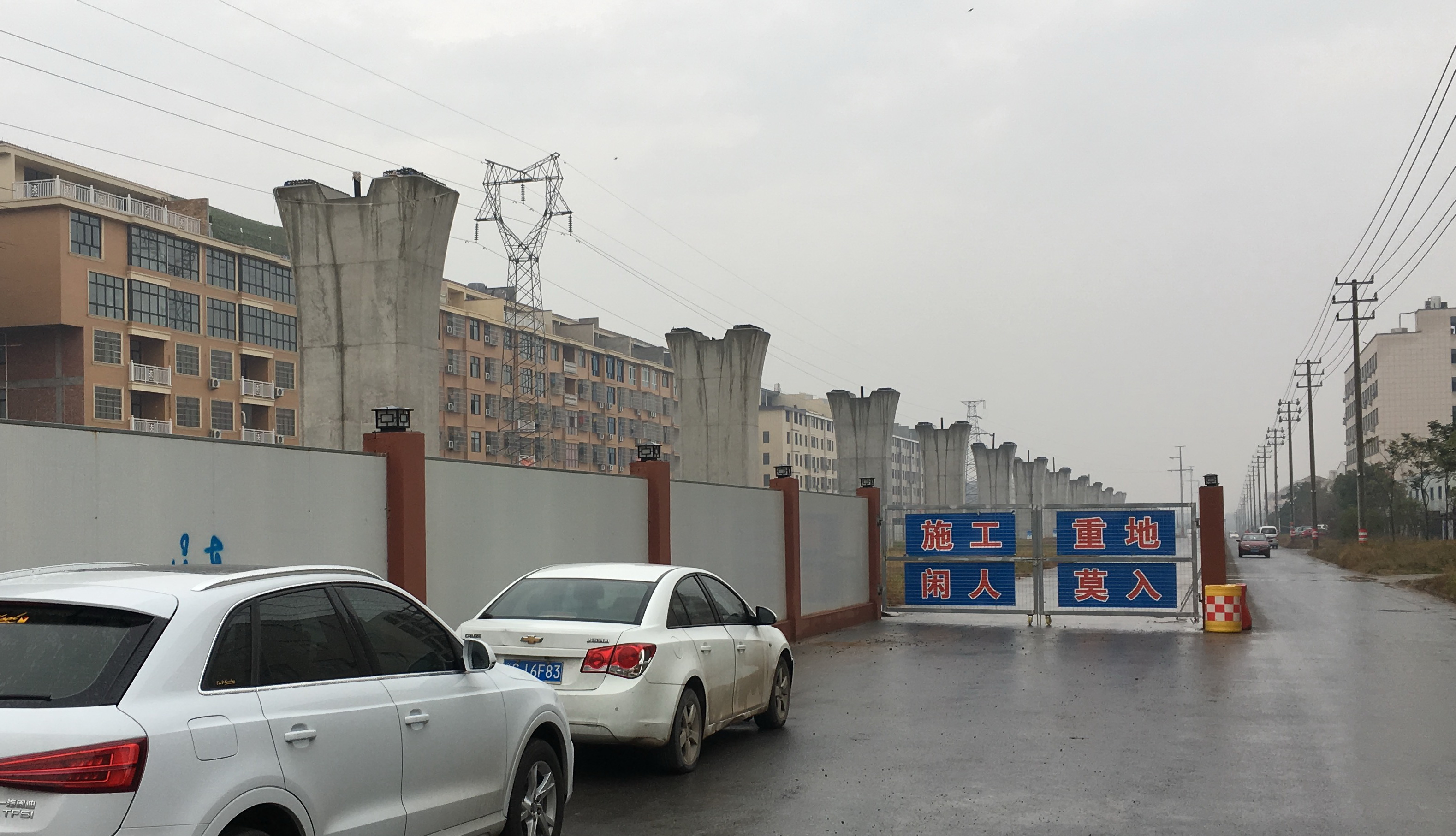
位于新城路的金义东轨道试验段施工场地。

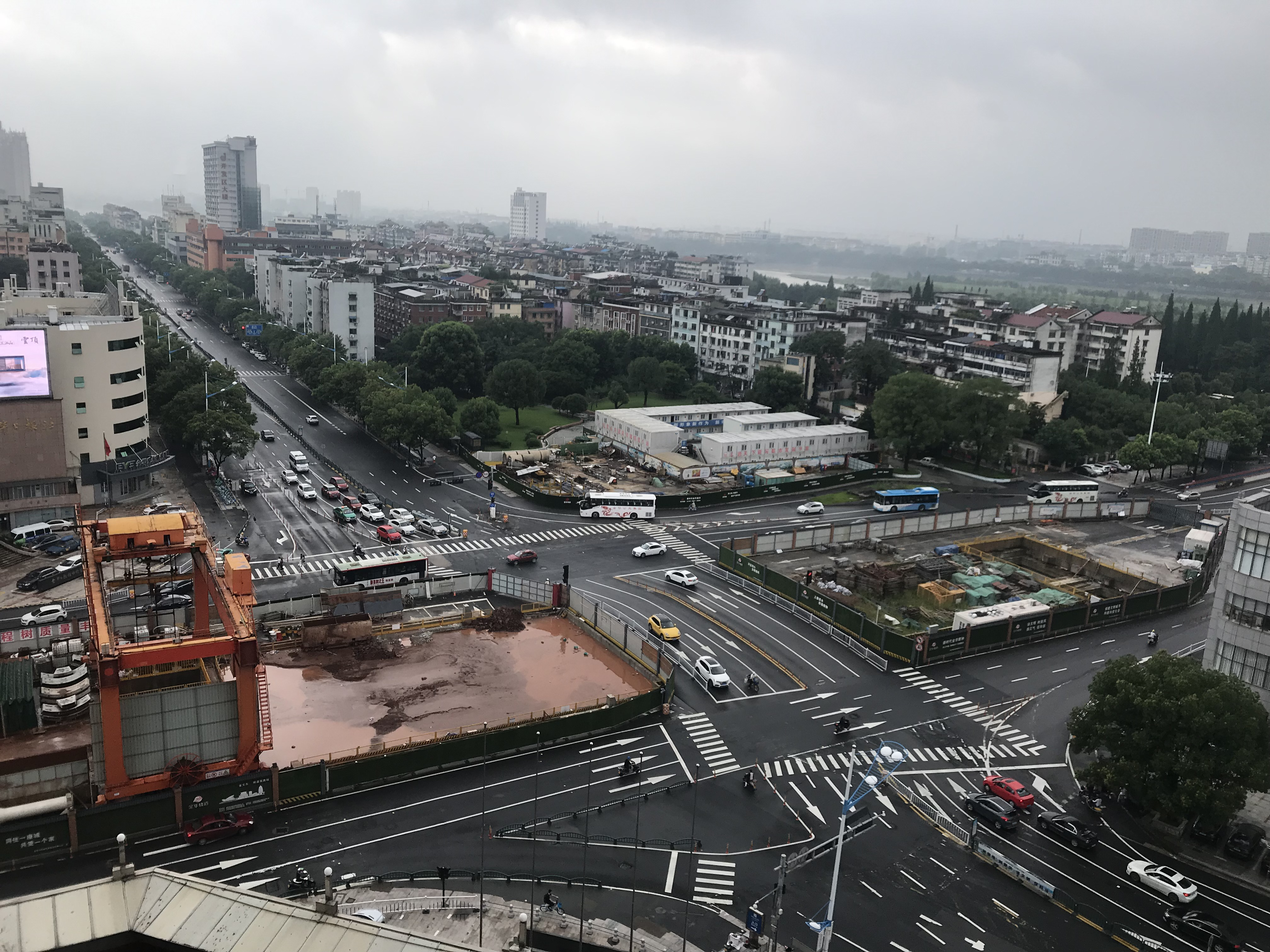
双溪西路站施工场地（2019年）

2016年12月28日，金义东线试验段开工。试验段工程位于金义都市新区，起点位于正涵街东侧，沿着新城路到达位于金山大道路口的终点，全长1.03公里，全程为高架线路，已于2017年9月完工。
金义东线初步设计于2017年3月通过专家组审查。2017年7月28日线路首批标段正式开工，开工仪式在金华南站举行。
2019年8月27日，项目首片箱梁顺利完成预制浇筑；2020年3月，成功架设首片箱梁。箱梁架设施工于2020年11月完成。
2020年6月，金义线于万达广场站—大堰河街站区间铺下全线第一根钢轨，标志着线路开始铺轨工程。
2021年3月25日，随着金义线塘雅段下穿沪昆铁路隧道右线贯通，金义线实现右线全线洞通。同月金义线16座车站全部进入设备区风水电安装及装修阶段。2021年5月5日，塘雅段下穿沪昆铁路隧道左线贯通，金义线地下隧道实现全线贯通。
2021年6月26日，金义线进行接触轨热滑试验。
2021年10月31日，义东首通段（义乌至东阳）主体全线贯通。2022年6月14日，义东段开始试跑。
2022年1月11日，金义线开通试乘。2022年4月15日14:00起，因金华市新冠疫情影响试乘暂停。5月7日6时25分起恢复试乘。2022年8月4日起，列车服务因义乌疫情影响交路调整为金华站——东华街，义乌段车站关闭。8月24日恢复。
2022年8月15日，金义东市域轨道交通工程金义段顺利通过竣工验收。
2022年8月30日，金义线开通运营。
2022年9月28日，义东线开通试乘。
2022年12月28日，义东线首通段（凌云站至体育馆站）开通运营。
2023年4月7日，义东线明清宫站开通运营。
2024年9月6日，义东线横店高铁站随高铁开通，同步开通运营。

## 车站
金义东城际轨道交通共设站31座，其中地下站13座（秦塘站计为2座）、高架站18座，平均站间距3.57公里。2020年9月27日，金华市政府第65次常务会议审议并通过了在塘雅车辆段新增高架车站方案的议题。
金义东轨道交通沿线各车站在内部立面设计上各具特色，车站内的公共艺术品具有金华地方特色。
| 站名       | 大站快车 | 里程 （千米） | 换乘路线 | 所在地 | 所在地   | 站台形式                   | 启用日期      |
| ---------- | -------- | ------------- | -------- | ------ | -------- | -------------------------- | ------------- |
| 金华站     | ●        | K0+125.0      | 金华站   | 婺城区 | 城北街道 | 地下两层岛式               | 2022年8月30日 |
| 双溪西路站 | ｜       | K2+465        |          | 婺城区 | 江南街道 | 地下两层岛式               | 2022年8月30日 |
| 八一南街站 | ●        | K4+122        |          | 婺城区 | 江南街道 | 地下两层岛式               | 2022年8月30日 |
| 万达广场站 | ｜       | K6+378        |          | 金东区 | 多湖街道 | 地下三层岛式               | 2022年8月30日 |
| 大堰河街站 | ｜       | K9+249        |          | 金东区 | 多湖街道 | 路中高架三层侧式，带越行线 | 2022年8月30日 |
| 轨道大厦站 | ｜       | K11+054       |          | 金东区 | 多湖街道 | 路中高架三层侧式           | 2022年8月30日 |
| 金华南站   | ●        | K14+318       | 金华南站 | 金东区 | 东孝街道 | 地下两层岛式               | 2022年8月30日 |
| 塘雅站     | ｜       | K24+291       |          | 金东区 | 塘雅镇   | 路侧高架三层岛式           | 2022年8月30日 |
| 车辆段站   | ｜       |               |          | 金东区 | 塘雅镇   | 路侧高架两层侧式           | 未开通        |
| 综保区站   | ●        | K29+338       |          | 金东区 | 孝顺镇   | 路中高架三层侧式           | 2022年8月30日 |
| 新区站     | ｜       | K31+551       |          | 金东区 | 孝顺镇   | 路中高架三层侧式           | 2022年8月30日 |
| 东华街站   | ｜       | K33+642       |          | 金东区 | 孝顺镇   | 路中高架三层侧式，带越行线 | 2022年8月30日 |
| 义亭站     | ●        | K42+591       |          | 义乌市 | 义亭镇   | 路侧高架两层侧式           | 2022年8月30日 |
| 官塘站     | ｜       | K48+411       |          | 义乌市 | 稠江街道 | 路侧高架三层岛式           | 2022年8月30日 |
| 稠江站     | ｜       | K50+544       |          | 义乌市 | 稠江街道 | 路侧高架三层侧式，带越行线 | 2022年8月30日 |
| 绣湖站     | ●        | K54+391       |          | 义乌市 | 稠城街道 | 路中高架三层侧式           | 2022年8月30日 |
| 秦塘站     | ●        | K58+022       | 义东段   | 义乌市 | 稠城街道 | 地下两层平行双岛式         | 2022年8月30日 |

| 站名           | 大站快车         | 里程 （千米） | 换乘路线 | 所在地 | 所在地   | 站台形式                   | 启用日期       |
| -------------- | ---------------- | ------------- | -------- | ------ | -------- | -------------------------- | -------------- |
| 义乌高铁站     | 直通运营至金义线 | K0+412        | 义乌站   | 义乌市 | 后宅街道 | 地下两层岛式               | 未开通         |
| 凌云站         | 直通运营至金义线 | K3+889        |          | 义乌市 | 北苑街道 | 路中高架三层侧式           | 2022年12月28日 |
| 春晗站         | 直通运营至金义线 | K5+956        |          | 义乌市 | 北苑街道 | 路中高架三层侧式           | 2022年12月28日 |
| 秦塘站（义东） | ●                | K8+239        | 金义段   | 义乌市 | 稠城街道 | 地下两层平行双岛式         | 2022年12月28日 |
| 国际商贸城站   | ｜               | K9+877        |          | 义乌市 | 福田街道 | 地下一层侧式               | 2022年12月28日 |
| 浙医四院站     | ｜               | K11+896       |          | 义乌市 | 福田街道 | 地下一层侧式               | 2022年12月28日 |
| 江东站         | ｜               | K15+577       |          | 义乌市 | 江东街道 | 路中高架三层侧式           | 2022年12月28日 |
| 木雕城站       | ｜               | K20+393       |          | 东阳市 | 白云街道 | 路中高架三层侧式，带越行线 | 2022年12月28日 |
| 歌山路站       | ｜               | K23+708       |          | 东阳市 | 白云街道 | 地下两层岛式               | 2022年12月28日 |
| 人民路站       | ●                | K26+205       |          | 东阳市 | 吴宁街道 | 地下两层岛式               | 2022年12月28日 |
| 会展中心站     | ｜               | K28+327       |          | 东阳市 | 吴宁街道 | 路中高架三层侧式           | 2022年12月28日 |
| 体育馆站       | ｜               | K30+715       |          | 东阳市 | 吴宁街道 | 路中高架三层侧式，带越行线 | 2022年12月28日 |
| 横店高铁站     | ●                | K37+000       | 横店站   | 东阳市 | 南市街道 | 地下两层岛式               | 2024年9月6日   |
| 明清宫站       | ●                | K44+384       |          | 东阳市 | 横店镇   | 地下两层岛式               | 2023年4月7日   |

- 金华站艺术墙以金华的特产火腿和酥饼为主题
- 大堰河街站上行站台艺术品以施光南及其谱曲的在希望的田野上为主题
- 大堰河街站下行站台艺术品以艾青及其代表作《大堰河，我的保姆》为主题
- 轨道大厦站艺术墙以“希望列车”为主题
- 官塘站艺术墙以陈望道及其翻译的《共产党宣言》为主题
- 明清宫站装修以电影为主题

## 行车安排
目前金义东线金义段、义东段皆采取单一线路运营，所有列车皆分别往返金华站及秦塘站、凌云站至明清宫站之间。
除金义段、义东段各自的各站停车交路外，金义东线还开行大站快车，每日2对（早晚各1对）。2022年1月11日至8月29日期间，仅停靠金华、金华南、秦塘3座车站。义东段首通段运营后，快车贯通金义段、义东段运营，停靠金华、八一南街、新区、秦塘、人民路、体育馆6座车站。2023年4月7日，义东段后通段运营后，快车终点站由体育馆站改为明清宫站。2023年10月30日起，停靠金华站、八一南街站、金华南站、综保区站、义亭站、绣湖站、秦塘站（金义）、人民路站和明清宫站等9个站点。2024年9月6日，随着横店高铁站开通运营，大站快车增加横店高铁站停站

## 列车
金义东线列车采用中车长客生产的市域B型电动客车CCD5038型与CCD5052型，共50列300辆，为6节编组（4动2拖），车厢宽2.8米，长19米，设计运行时速120km/h，牵引系统采用株洲中车时代电气制 t Power-TN10 系列IGBT-VVVF。电动客车车头造型设计灵感来源于婺剧中的脸谱；车厢内部设有横向和纵向排列座椅，兼顾短途和长途客流旅客乘坐舒适性。同时，车厢内部首次采用中顶板小孔送风、侧顶活门格栅回风、LED隐光源照明等一系列创新设计。车头结构和客室内部装饰采用全铝结构，比传统的玻璃钢材质更加绿色环保。2018年12月，完成招标采购第一批23列车，2019年8月又完成第二批27列招标采购。首列列车于2021年3月底下线，经过国铁无火回送至竹马馆站后经公路进驻塘雅车辆段。

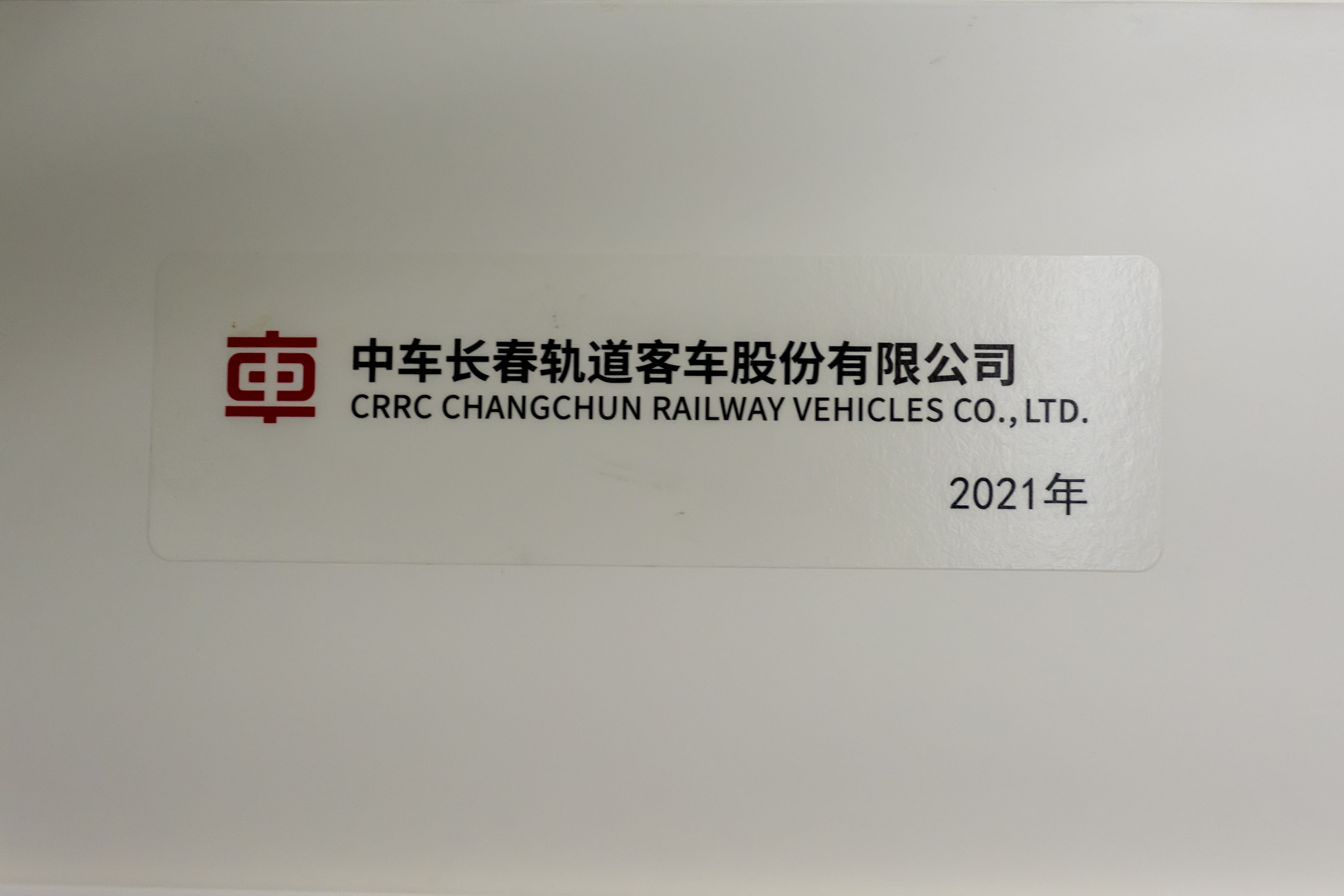
金义东线列车由中车长春轨道客车生产
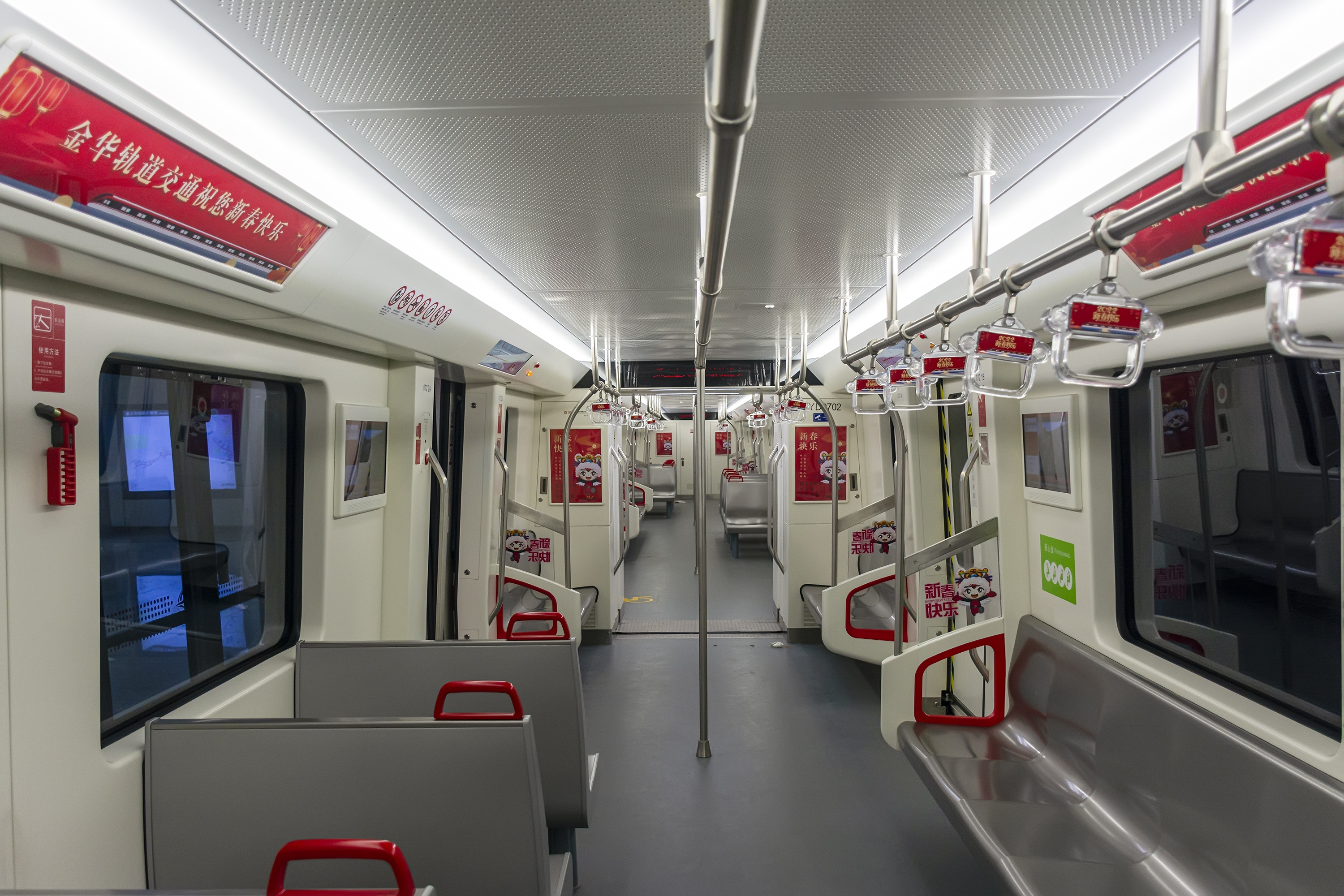
金义东线列车內部
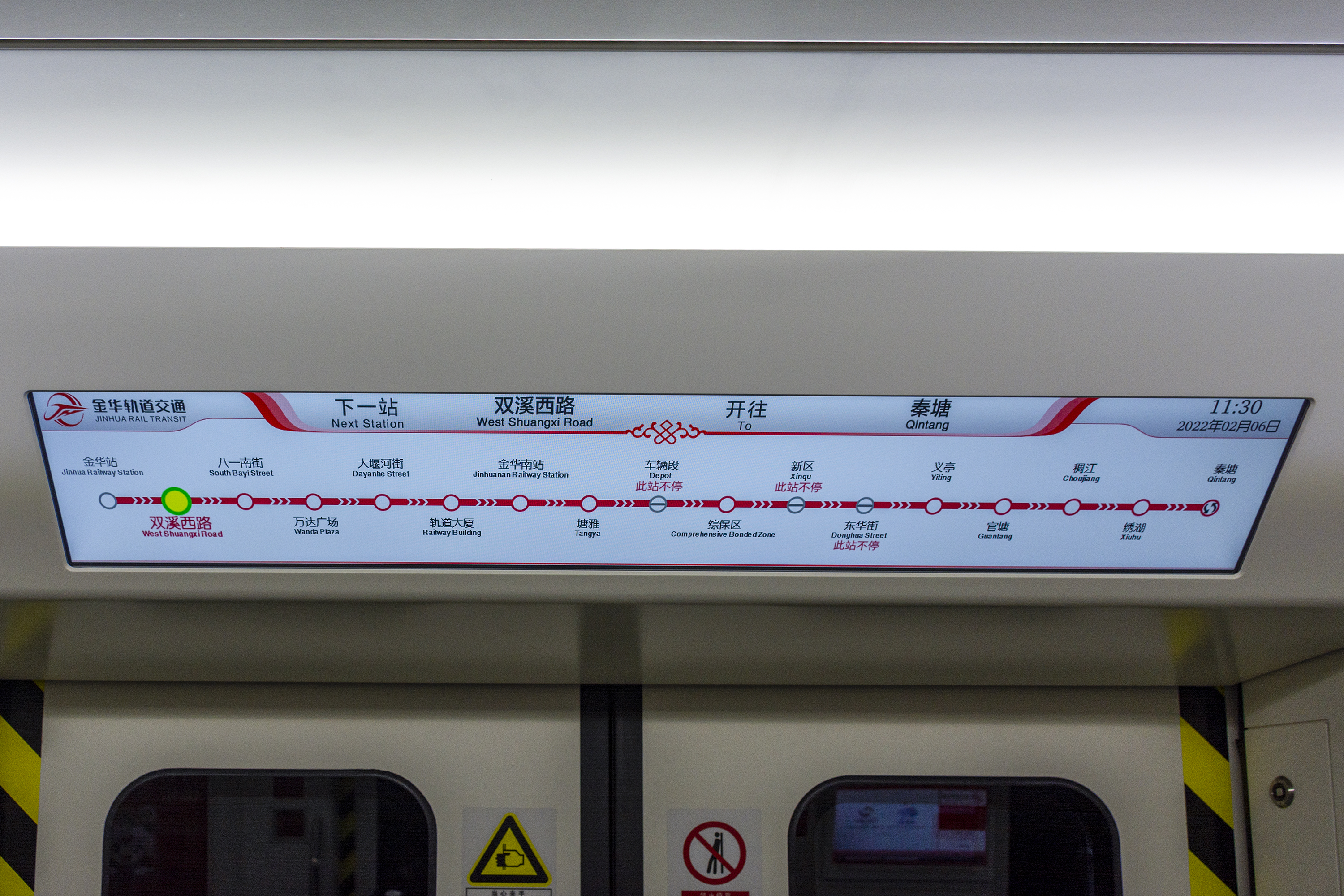
车门上方的LCD路线图

## 票务
金义东线实行按里程分段计程票制。起步价2元可乘8公里（含），金义段金华站至秦塘站全程12元，特殊群体享受票价减免优惠政策。起步价2元可乘坐8公里（含8公里）；8至28公里（含28公里）每1元可乘4公里；28至64公里（含64公里）每1元可乘6公里；64公里以上每1元可乘8公里。金华市发改委介绍，金华轨道交通起步2元的可乘坐公里数为全国最长，能够有效降低市民短途出行的交通成本，对短距离乘客和中长距离乘客均有吸引力，可较好满足市域内居民同城化出行的通勤需求。
金义线在2022年1月11日起的试乘期间免费乘坐，从8月30日开始收费运营。

## 货运服务
金义东线设有“金轨快运”物流服务，可运送快递等货物。

## 附属设施
金义东线设置一段三场：塘雅车辆段、官塘下停车场、义乌停车场、槐堂停车场。同时在李渔东路及二环东路交叉口东北侧设有控制中心。